# 박문성
박문성(1974년 4월 22일~)은 대한민국의 축구 해설가이다. 오랫동안 축구 기자로 활동하였고 2018년까지 SBS와 SBS Sports에서 축구 해설위원을 맡았으며, 성남 FC의 전력강화부장 겸 선수강화위원이다.

## 학창 시절
의정부고등학교 재학 시절 교내 축구 동아리와 교내 그룹사운드 활동을 잠시 했다. 어릴적 팔에 화상을 크게 입어 반팔을 입지 않고 긴팔을 주로 입고 다녔다고 한다. 학업을 위해 고 2때부터 공부에 전념하여 그 결과 숭실대학교 회계학과(現, 경영학부)로 입학하였다. 팔에 화상으로 인해 팔이 완전히 펴지지 않아 부득이 군면제 되었고 대학 졸업 후 축구 잡지 전문 기자의 길을 걷기 시작해서 현재까지 축구 해설 및 기자 활동을 하고 있다. 초중고교까지 축구와는 동아리 활동외 관련된 활동이 전혀 없고 비선수 출신이 전문가가 된 특이 케이스다.

## 기자 생활
1999년 여름에 축구매거진 베스트일레븐에 취재기자로 입사했다. 2001년 FIFA 컨페더레이션스컵과 2002 한일 월드컵 등의 각종 대회를 취재하면서 경험을 쌓아갔다. 2005년 12월까지 베스트일레븐 편집장으로 활동했다. 각종 매체에서 축구칼럼니스트로도 왕성히 활동 중이고, 일본의 대형출판사인 고단샤에서 출간한 2002 월드컵 공식가이드북 제작에 필진으로 참가한 경력도 가지고 있다. 런던타임즈와 보스턴글로브 등지에서 수차례 스카웃을 제안했으나 본인이 고사한걸로 알려져있지만 정확한 정황은 모른다.

## 경력

### SBS방송
- 2016년 11월: 2016 희망TV SBS 희망노래방 부기부기 - 진행
- 2014년 6월: 2014 FIFA 브라질 월드컵 축구 해설위원
- 2012년 7월: 2012 런던 올림픽 축구 해설위원
- 2011년 3월 24일~2019년 12월 13일: 풋볼매거진 골! 패널
- 2010년 6월: 2010 FIFA 남아공 월드컵 축구 해설위원
- 2010년 5월~2010년 7월: SBS 태극기 휘날리며 메인패널
- 2009년 9월: 2009 FIFA 이집트 U-20 월드컵 축구 해설위원
- 2009년 8월~2018년 5월: SBS SPORTS 잉글리시 프리미어리그 축구 해설위원
- 2008년 8월: 2008 제 29회 베이징 올림픽 축구 해설위원
- 2008년 2월: 2008 EAFF 동아시아선수권대회 축구 해설위원
- 2007년 8월: 2007년 FIFA 대한민국 U-17 월드컵 축구 해설위원
- 2006년 12월: 2006 제 15회 도하 아시안게임 축구 해설위원
- 2006년 6월: 2006 FIFA 독일 월드컵 축구 해설위원
- 2006년 1월~2019년 1월: SBS 축구 해설위원 (SBS, SBS SPORTS)
- 2016년 3월 ~  2024년 3월 13일: SBS 파워FM 배성재의 텐: 수요일 고정게스트
- 2021년 7월 28일: SBS 파워FM 배성재의 텐 임시 DJ

### KBS방송
- 2019년 6월 21일~10월 18일: 《으라차차 만수로》
- 2020년 1월 7일~7월 13일: 《날아라 슛돌이 - 뉴 비기닝》
- 2020년 10월 9일~: 《위캔게임》

### MBC방송
- 2022년 11월: 2022 FIFA 카타르 월드컵 축구 해설위원
- 2026년 1월~: MBC 축구 해설위원 (MBC, MBC SPORTS+)

### tvN방송
- 2022년 6월 20일~6월 27일: 《전설이 떴다 군대스리가》

### 기타
- 2018년 1월~: 아프리카TV 축구 해설
- 2016년 8월 12일~: 네이버스포츠 풋볼 N 토크 시즌5 메인 패널
- 2009년 12월~2015년 6월 30일: 네이버스포츠 풋볼 N 토크 메인 패널
- 2009년 12월~: 헬로 풋볼 캠페인 명예위원
- 2006년~: 풋볼 2.0 해설위원
- 2006년: EA SPORTS 2006 FIFA WORLD CUP 게임해설
- 2005년~2007년: EA SPORTS FIFA 시리즈 해설(FIFA 2004-06)
- 1999년~2005년 12월: 월간축구 베스트일레븐 기자, 편집장
- 피파온라인2와 3의 해설위원
- 성남 FC 전력강화부장
- 성남 FC 선수강화위원

## 라디오
107.7 sbs power fm 배성재의 텐
2016년 3월 29일~2024년 3월13일
비연애 참피언스리그 를 8년동안 진행

## 저서
- 사랑한다 내 꿈아 / 여우볕, 2009

## 가족
- 자녀: 3녀